# 陪睡
陪睡，字面上的意思是陪伴入眠，但在俗語中，特指單方或雙方藉由一夜情或性伙伴關係達成其特定目的或利益之手段。
雖然陪睡一般被認為是一種不正當且不道德之手段，但由於該行為並非法律上的性交易或是強姦，因此陪睡不一定是違法行為。此外，陪睡也會隨著場合、文化或是個人價值觀的不同而被視為一種等價交換的行為，所以不一定必為不正當或不道德之行為。陪睡是俗語「三陪」之一（陪吃、陪跳舞、陪睡），三陪小姐即舞廳的性工作者。

## 例子
陪睡不限於男性要求女性，有時也會發生在女性要求男性或是同性之間，且無關於當事人的年齡或是職業與職位。在部分情況之下，兩者中間會有一個仲介來安排會面事宜。有時當事者會為了避免造成法律上的問題，以暗示對方以性作為交換條件而不直接說出「陪睡」。
- 在演藝圈內，製作人會以陪睡為條件來換取演員的戲份、演出空間或是發片機會。女星为了谋得长期「饭票」，被安排见富豪办「饭局」。女星被曝光了明码标价的“三陪”价码。 金巧巧手机遗失被曝光拒绝“饭局”事件[5]；李湘在山西介休主持一个楼盘开盘仪式后，在饭局被侮辱还报了警[6]。

- 在職場上，上司會以陪睡為條件，來讓部屬升遷或是提升考績。

- 店員或銷售員以提供性服務為手段，來換取客人購買商品的意願。

- 在企業與企業之間的一些情況，如招標案、合作案，一方會為了自己公司的利益而出錢請來色情業者為對方提供性招待。

- 在大學和學術界，陪睡亦時有所聞，有學生以陪睡來換取成績的事發生。

## 媒體報導之案例

### 南韓
- 於2009年自殺的女星张紫妍，其遺書在兩年後揭露南韓演藝圈「性接待」的不成文規定。[7][8]

- 根據調查國會議員對於女星之匿名調查，有43.8%的女藝人曾被迫陪酒、25%的人有遭受性騷擾的經驗、12.5%曾被迫提供性服務，換取演出機會。[9][10][11][12]

### 日本
- 聲優事務所ARTSVISION創辦人松田咲實於2007年因猥褻一名16歲少女作為換取合格錄取的條件而遭警方逮捕。[13][14][15]

### 美國
- 美國演員格温妮丝·帕特罗在一次受訪時提及曾被要求陪睡而拒絕對方。[16]

## 評論
北京源源影视工作室负责人胡卫东認為「艺人就是交际花，需要人脉关系和社交关系，你认识什么人，就决定了你在圈里的发展前途。女孩在影视圈发展，都需要付出。」、「艺人本身就是商品，本钱就是青春和外貌。」
王朔和王子文解约时说「艺人像旧社会沦为有钱人的玩物——戏子，北京现在就有很多淫媒。」

## 註腳
1. ↑  「陪睡」的日文稱為，韓文則稱為「性上納」（성상납）。中國大陸媒體通常以「潛規則」指代陪睡。